# 向守志
向守志（1917年11月28日—2017年9月2日），原名向守芝，男，汉族，四川宣汉人。中国人民解放军上将，中国共产党第十二届中央委员会委员，中国共产党第十三届中央顾问委员会委员。

## 生平

### 民国时期
向守志出生在川东北大巴山区宣汉县双河区南坝场一个贫苦农民家庭。1933年参加少年先锋队。1934年7月参加红四方面军，1935年加入中国共产主义青年团。历任红九军二十七师七十六团二营四连战士、班长。参加了川陕苏区反“六路围攻”作战。1935年3月28日夜，徐向前指挥红九军与红三十军、红三十一军主力，兵分三路，强渡嘉陵江西进，拉开了红四方面军长征的序幕。向守志随部参加了长征。1935年6月18日，向守志所在的红四方面军部队与中央红军在小金川会师，向守志首次见到了毛泽东、张闻天、周恩来、朱德等中央领导。1936年夏升任副排长。1936年秋，部队抵达甘肃南部。在岷县围歼敌军的战斗中，因作战勇敢而受师领导表扬。长征结束后，调陕北红军大学（后来改成庆阳红军步兵学校）初级科学习，担任学员队的班长兼学习小组长，并在1936年9月转入中国共产党。其间，参加了山城堡战役的战斗准备。在一年的学习中，因成绩优良而受奖励。
1937年毕业后，向守志被分配到八路军一二九师三八六旅七七一团任机枪连副连长。抗日战争全面爆发后，1937年9月6日，部队在陕西省三原县举行誓师大会，会后北上渡过黄河赴山西抗日前线平定县东。1937年10月中旬，日军一个旅团的兵力自井陉向南由平定县进至阳泉镇，企图切断旧关和娘子关八路军的后路，进犯太原，八路军一二九师以三八六旅七七一团为主在七亘村两次伏击日军，此即七亘村战斗，毙敌400多人，缴获骡马300多匹，向守志随部队参战。1938年2月，向守志升为三八六旅七七一团二营机枪连连长。1938年3月，师长刘伯承命旅长陈赓在神头岭伏击日军，即神头岭战斗，毙伤俘日军1500余人，缴获长短枪500余支、骡马600余匹，向守志在战斗中指挥机枪连的6挺马克沁机枪向日军猛烈射击。半个月后，刘伯承、邓小平、徐向前决定以3个主力团在河北涉县以西、山西黎城县东阳关以东的响堂铺地段切断日军的运输线邯（郸）长（治）大道。1938年3月31日进行了响堂铺战斗，歼日军400余名，日军汽车全部被毁，向守志参战。战后被提升为特务营营长，随后改任第二营营长。后来升为副团长，太行军区第十团团长。先后参加了林南战役、对日大反攻战役。
第二次国共内战时期，任太行军区第一支队副支队长，晋冀鲁豫野战军六纵十八旅副旅长，太行军区独立第二旅旅长。1947年4月，在豫北战役中，率太行军区独立第二旅担负阻击任务，促进友邻部队歼灭国军第二快速纵队，全旅受到晋冀鲁豫军区通令嘉奖。1947年8月，改任晋冀鲁豫、中原野战军九纵二十六旅旅长，随陈谢兵团南渡黄河，参加洛阳战役、淮海战役等。1949年，任中国人民解放军第二野战军第十五军四十四师师长兼政委。

### 人民共和国时期
中华人民共和国成立后，1951年任中国人民志愿军第十五军四十四师师长，参加抗美援朝战争。1952年10月12日晨，向守志命八十七团三营400余人在发起攻击前秘密潜伏在距391高地前沿阵地数百米开阔地的蒿草丛和小杂树中，该营战士邱少云遭敌燃烧弹延烧时，为不暴露目标而犧牲，当天傍晚三营战士夺取391高地。向守志先后参加了第五次战役和防御作战，亲历上甘岭战役。1951年冬，在第五次战役期间第二阶段作战中，向守志头部负伤，1954年回国。
1954年起，向守志历任第十五军参谋长、第一副军长兼参谋长、军长。1957年8月向守志进入中国人民解放军高等军事学院基本系一班学习，学期三年。1960年8月，毕业后的向守志出任西安炮兵学校校长，该任命由中华人民共和国国务院总理周恩来签发。1963年1月，该校改为中国人民解放军西安炮兵技术学院，向守志改任院长。
1965年8月，由毛泽东点将，国务院总理周恩来任命向守志为军委炮兵副司令员，主管导弹部队建设。1966年6月6日，中央军委决定组建中国人民解放军第二炮兵部队领导机关，由向守志和李天焕负责筹建。1967年7月4日，毛泽东亲自签发任命书，由中央军委下达，任命向守志为第二炮兵司令员，李天焕为政委。向守志成为首任第二炮兵司令员。43天后，林彪签发命令，撤消对向守志的任命。1967年，受到文化大革命影响，被关押。此后6年多时间里，向守志在批斗、游街、隔离、劳动改造中度过。他的亲人无一幸免。他和妻子张玲4年半不准通信。1969年底，林彪发出“林副主席指示第一号令”，以战备为由，命令所有在北京的军队高级干部及家属全部撤离北京。张玲和80岁的老母亲及4个子女不得不到四川省开县（今属重庆市）毕山农村向守志的外甥家“投亲靠友”，向守志则先后辗转天津、郑州、叶县等五个农场从事养猪、种菜等劳动。直到林彪在九一三事件垮台后的1972年初，向守志才获得恢复党籍、补发工资的通知，并带着家人回到北京。 
1974年11月的一天，中央军委副主席叶剑英召见已回炮兵（又称一炮）工作的向守志，叶剑英说：“任命你为第二炮兵司令员这件事我是知道，撤消你的职务我不知道。”叶剑英还表示军委准备仍派向守志担任第二炮兵司令员。1975年3月25日晚，中国人民解放军副总参谋长兼中央军委办公厅主任胡炜打电话给向守志说：“叶帅说了，你明天就去二炮报到上班。”向守志再度出任第二炮兵司令员，并兼任第二炮兵党委第一书记。1975年8月30日，中央军委发出通知，公布了经中共中央、毛泽东主席批准的各总部、各军兵种、各大军区主官的任命，其中第二炮兵司令员仍为向守志。
1977年9月，调任南京军区副司令员兼党委常委。1982年10月升任南京军区司令员兼党委书记。1990年5月离休。
向守志离休后，坚持书法、绘画、赋诗，并热衷少年儿童教育以及慈善事业。2002年11月8日，中共十六大时作诗：“盛世盛会十六大，“三个代表”是灯塔，昂首阔步奔小康，前程辉煌富中华。”2003年6月为纪念毛泽东诞辰110周年作诗：“丰功伟绩千秋颂，开天辟地东方红。典范长存励后人，盛世腾飞慰毛公。”2015年3月，向守志接受《解放軍報》记者采访时称，“习主席在新年贺词中深情地说，‘我要为我们伟大的人民点赞’，我深受感染，也想说句心里话——我为我们伟大的党点赞！”并评论周永康、徐才厚等人“抛弃信仰，背叛党旗下的誓言，走到党和人民的对立面，可耻可悲。”
1955年被授予少将军衔。1988年9月被授予上将军衔。曾获三级八一勋章、二级独立自由勋章、二级解放勋章、一级红星功勋荣誉章。他是中共十一大代表，十二届中央委员，十三届中顾委委员。中共十六大列席代表。
2017年9月2日，向守志在南京病逝，享年100岁。9月10日，在南京西天寺殡仪馆博爱厅向向守志同志遗体最后致哀，根据中共中央丧事从简的规定，不邀请南京以外的单位和个人来参加悼念活动。

## 著作
- 《向守志回忆录》

## 家庭
- 妻子：张玲。河南开封人，1919年生，1935年参加一二·九运动，1937年12月参加革命，1938年加入中国共产党。历任县委常委、东平县委书记、宜宾市委书记、孝感大学党委书记等职。1965年因病离休。抗日战争中，1944年在太行区党委党校整风学习班学习期间与向守志结识。1945年初，经刘伯承和邓小平同意，太行军区政治部批准了向守志和张玲的结婚申请。1945年5月25日结婚[3][9]。1960年，41岁的张玲罹患癌症。1994年被评为全国“抗癌明星”[10]。向守志有4个儿女，成年后两个在北京工作，一个在香港工作，一个在安徽工作[3]。
- 长子：向孝民，中国人民解放军少将[11][12]。
- 幼子：向孝华[13]
- 长女：向安黎，1948年生，海外中国航天开发投资有限公司副董事长、总裁及中国长城工业总公司副总裁[6][9][10][14]。